# Magnezitovce
Magnezitovce este o comună slovacă, aflată în districtul Revúca din regiunea Banská Bystrica. Localitatea se află la altitudinea de 346 m deasupra n.m., se întinde pe o suprafață de 15,18 km2 și în 2017 număra 475 de locuitori. Se învecinează cu Čierna Lehota, Rožňava, Slavošovce, Rochovce, Jelšava și Chyžné.

## Istoric
Localitatea Magnezitovce este atestată documentar din 1427.

## Demografie
| An:                | 1994 | 2004   | 2014   | 2024   |
| ------------------ | ---- | ------ | ------ | ------ |
| Număr de persoane: | 433  | 429    | 470    | 438    |
| Diferență:         |      | −0,92% | +9,55% | −6,80% |

| An:                | 2023 | 2024   |
| ------------------ | ---- | ------ |
| Număr de persoane: | 439  | 438    |
| Diferență:         |      | −0,22% |